# تات هیل
تات هیل (انگلیسی: Todt Hill) یک تپه در استتن آیلند در نیویورک است. این تپه مرتفع‌ترین نقطه طبیعی در پنج بارو نیویورک و بالاترین ارتفاع در کل دشت ساحلی اطلس از کیپ‌کاد تا فلوریداست. قله این صخره عمدتاً فضای سبز است، هرچند بخش زیادی از مناطق اطراف آن توسعه‌یافته و مسکونی هستند. این نپه یکی از خاص‌ترین و گران‌ترین مناطق جزیره استتن محسوب می‌شود.